# گنبدلی (سرخس)
گنبدلی، از روستاهایی  بخش مرکزی شهرستان سرخس، استان خراسان رضوی است که در جنوب غربی شهرسرخس و حاشیه جاده مشهد- سرخس و تقاطع جاده پالایشگاه گاز شهید هاشمی نژاد (خانگیران) واقع شده‌است.

## موقعیت
این روستا مرکز دهستان خانگیران در ۳۲ کیلومتری جنوب غربی شهر سرخس قرار دارد. ارتفاع آن از سطح دریا ۴۲۰ متر و آب و هوای آن معتدل و خشک و در تپه ماهورها و مسیر جاده سرخس-مشهد واقع شده‌است. این روستا توسط طایفه علی‌میرزایی در سرخس بنا شد و بعد ها دیگر طایفه‌های سرخس مانند عرب‌ها به این روستا مهاجرت کردند.  بر اساس سرشماری سال ۱۳۹۰ جمعیت آن ۱٬۸۹۳ نفر (۴۹۳ خانوار) است.

## اقتصاد
اراضی مرغوب اطراف گنبدلی مکان مناسب برای چرای دام‌ها می‌باشد شغل مردم این روستا دامداری و کشاورزی گندم و جو به صورت دیم  و کار در شرکتهای پالایشگاه نفت و گاز واقع در منطقه خانگیران می‌باشد.

## ترکیب جمعیتی و قومی
بخشی از ساکنین گنبدلی را علیمیرزایی های سرخس که از تام علیمیرزائی ها کوچ کرده بودند ، بخشی اعراب مهاجر قوش خزاعی و مابقی از بلوچ‌های رسولخانی (شیعه) تشکیل داده اند.
خزاعی‌ها عرب زبان و بلوچ‌ها و علیمیرزائی ها ضمن حفظ اصالت و زبان خویش، به زبان محلی سرخس تکلم میکنند.